# Émile Millochau
Pour les articles homonymes, voir Millochau.
Émile Narcisse Millochau est un homme politique français né le 15 mars 1846 à Béville-le-Comte (Eure-et-Loir) où il est mort le 24 septembre 1929.

## Biographie
Agriculteur, il est nommé sous-préfet de Châteaudun après le 4 septembre 1870. Maire de Béville-le-Comte, il est député d'Eure-et-Loir de 1885 à 1898, siégeant à l'Union républicaine. Il se spécialise sur les questions douanières.

## Sources
- Jean Jolly (dir.), Dictionnaire des parlementaires français, Presses universitaires de France
- Dictionnaire des parlementaires français de 1789 à 1889 (Adolphe Robert et Gaston Cougny)